# Castell
För andra betydelser, se Castell (olika betydelser).

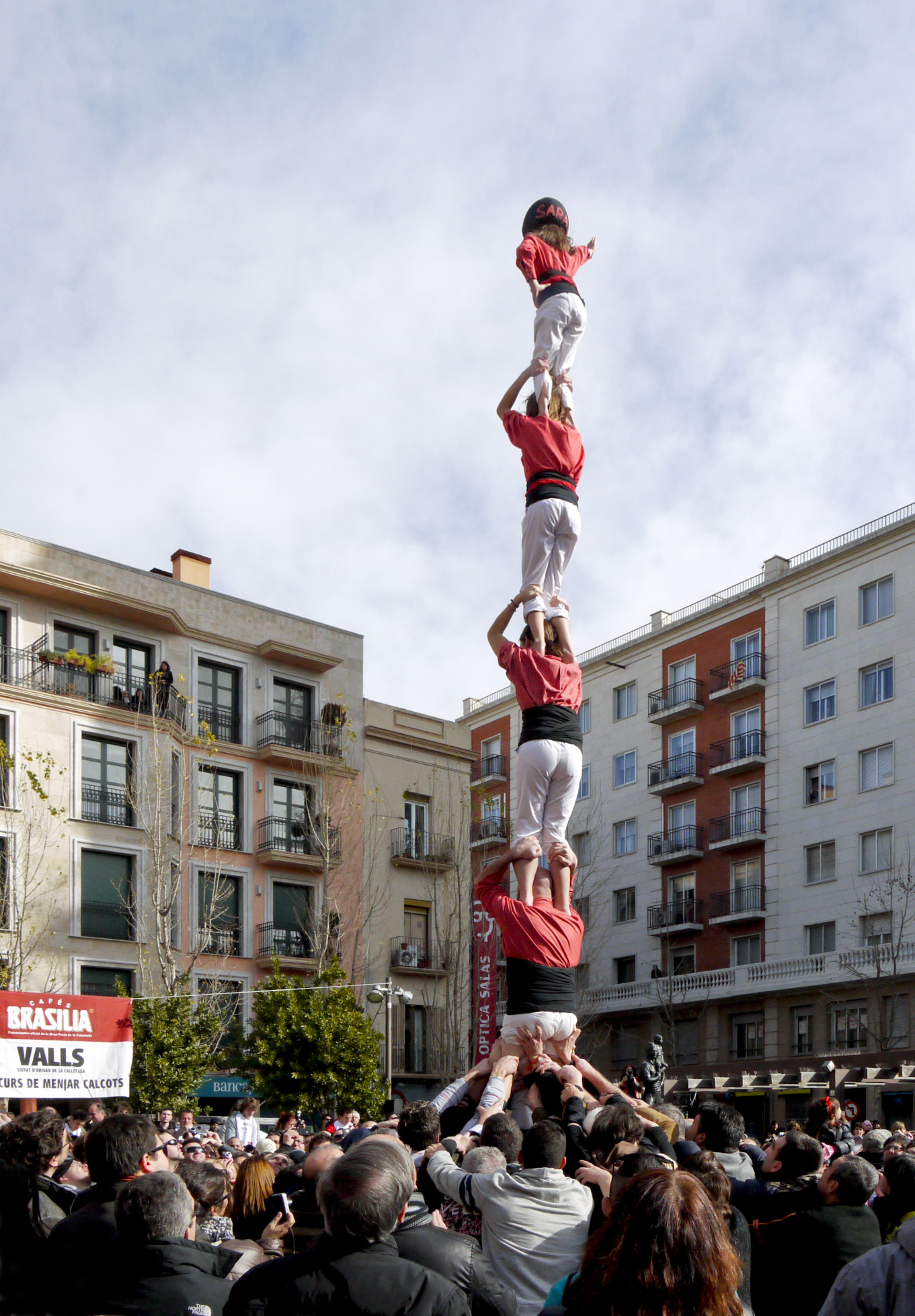
Ett castell, typ Pd5, byggt vid Gran Festa de Calçotada, Valls, Katalonien, 2012

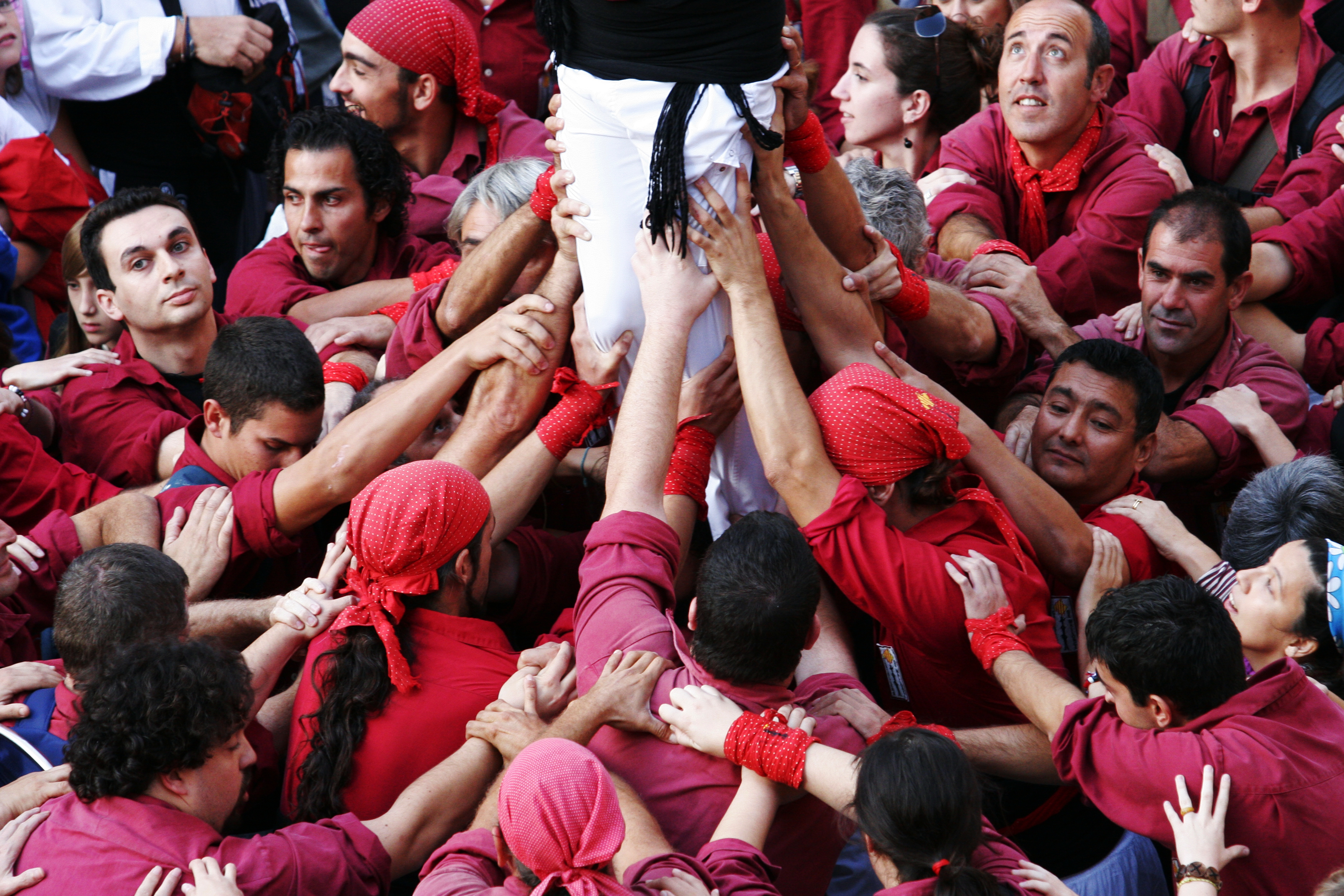
La pinya.

Castell (katalanska för borg) är ett mänskligt torn i olika våningar. Traditionen att bygga mänskliga torn härrör från delar av Katalonien och Valenciaregionen, varifrån den senare spritt sig till andra delar av Spanien där man pratar katalanska. 2010 utnämnde Unesco castell-traditionen till världsarv.

## Historik och utbredning
Castell byggs traditionellt upp i några av byarna i comarcan Valenciana de la Ribera Alta, som Algemesí och La Alcudia, där de kallas Muixeranga respektive  Negrets, i Camp de Tarragona, sedan mer än 200 år tillbaka. Därifrån har traditionen sedan brett ut sig mot Penedès och, under 1900-talet, över hela Katalonien, Roussillon och Balearerna. Från och med 1980-talet är tornbyggena starkt förknippade med folkliga fester. En casteller är en person som utgör en del av en colla castellera som bygger tornet.
Den 16 november 2010 förklarades els castells som världsarv genom Unesco.
Tack vare historisk dokumentation från sekelskiftet 1700/1800, och speciellt för att ha underhållit denna konstform genom seklernas gång, brukar staden Valls i provinsen Tarragona anses som Bressol dels castells ("Castellens vagga").
I det mänskliga tornbygget medverkar en ansenlig grupp män och kvinnor i alla åldrar och fysiska egenskaper. De tränar under hela året för att delta i tävlingar och föreställningar. Basen (la pinya) till varje castell medverkar vänner, familjemedlemmar, supporters och spontana åskådare som samlar sig i colla de castellers och deltar på så sätt aktivt.

## Konstruktion

### Castellets delar
Castellet består av följande delar:
- La pinya är basen till castellet och det är där som de flesta personerna befinner sig för att ge stöd till castellet.[2] De personer som bildar pinya kan vara: baix (bajo, dvs nederst), contrafort (stöd), primera mà (”första hand”), segona mà (”andra hand”) (och successivt), lateral, vent (”vind”), agulla (”spets”), crossa (”krycka”), eller ingå i någon av de olika koncentriska ringar och skydd, som har den dubbla funktionen att stödja tornets stam och samtidigt utgöra en mänsklig kudde för att dämpa stötarna i händelse av fall. Den yttersta ringen i pinyan trycker på med utsträckta armar och vakar över hur castellen byggs upp.
- El tronc (”stammen”) på castellet är den synliga delen (plus den centrala undre dolda delen som bär upp den) och efter sin konstruktion och höjd avgör svårighetsgraden. Den bildas av els baixos (de längst ner), segons (de andra), els terços (de tredje), els quarts (de fjärde), etc. (beroende på castellets höjd).[2] Castellets svårighetsgrad bestäms av antalet personer som deltar, antalet våningar och hur många personer som finns på varje våning[5]
- El Pom de dalt är den översta delen av castellet, som fullbordar stammen och som alltid har samma form oberoende av vilken castell man bygger. Den bildas av en våning av två castellers som kallas «dosos» plus «el acotxador», som brukar vara den minsta i castellet och till sist  la enxaneta. När la enxaneta placerar båda fötterna högst och vinkar med armen (gör la aleta), så anses det att castellen har slutförts.[2]
- El folre är delen strax över la pinya och har som uppgift att förstärka tronc (stammen) och öka på med en våning. Den har nästan samma uppbyggnad som la pinya i ett castell utan folre. Uppgiften är att stödja treorna och hjälpa tvåorna i de svåraste castellen.[2]
- Les manilles är castellers som befinner sig över el folre, på samma nivå som treorna och som hjälper att hålla fyrorna för att förstärka stammen. De brukar förekomma i castell i de högre höjderna.[2]

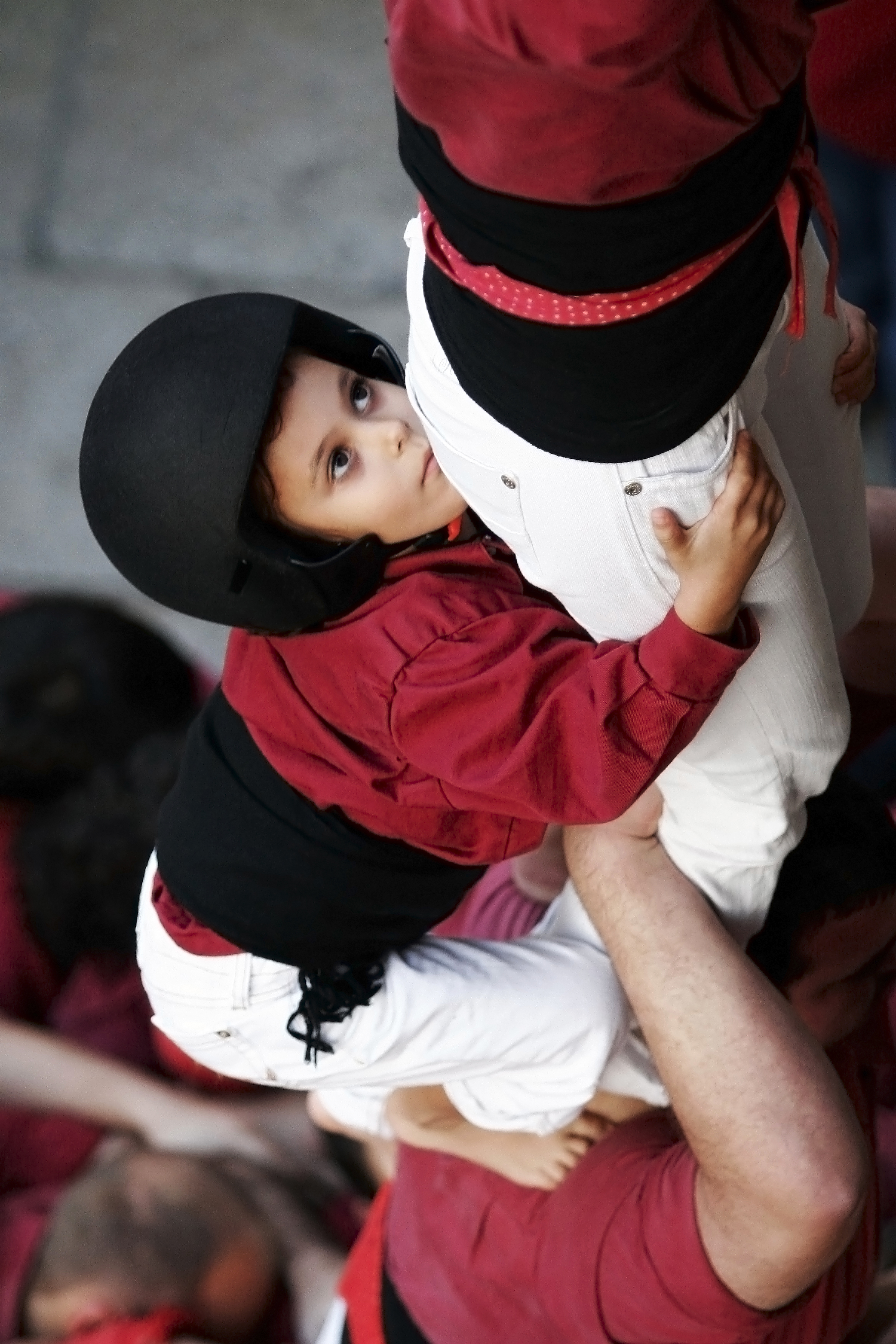
La enxaneta klättrar uppför castellet iförd skyddshjälm.
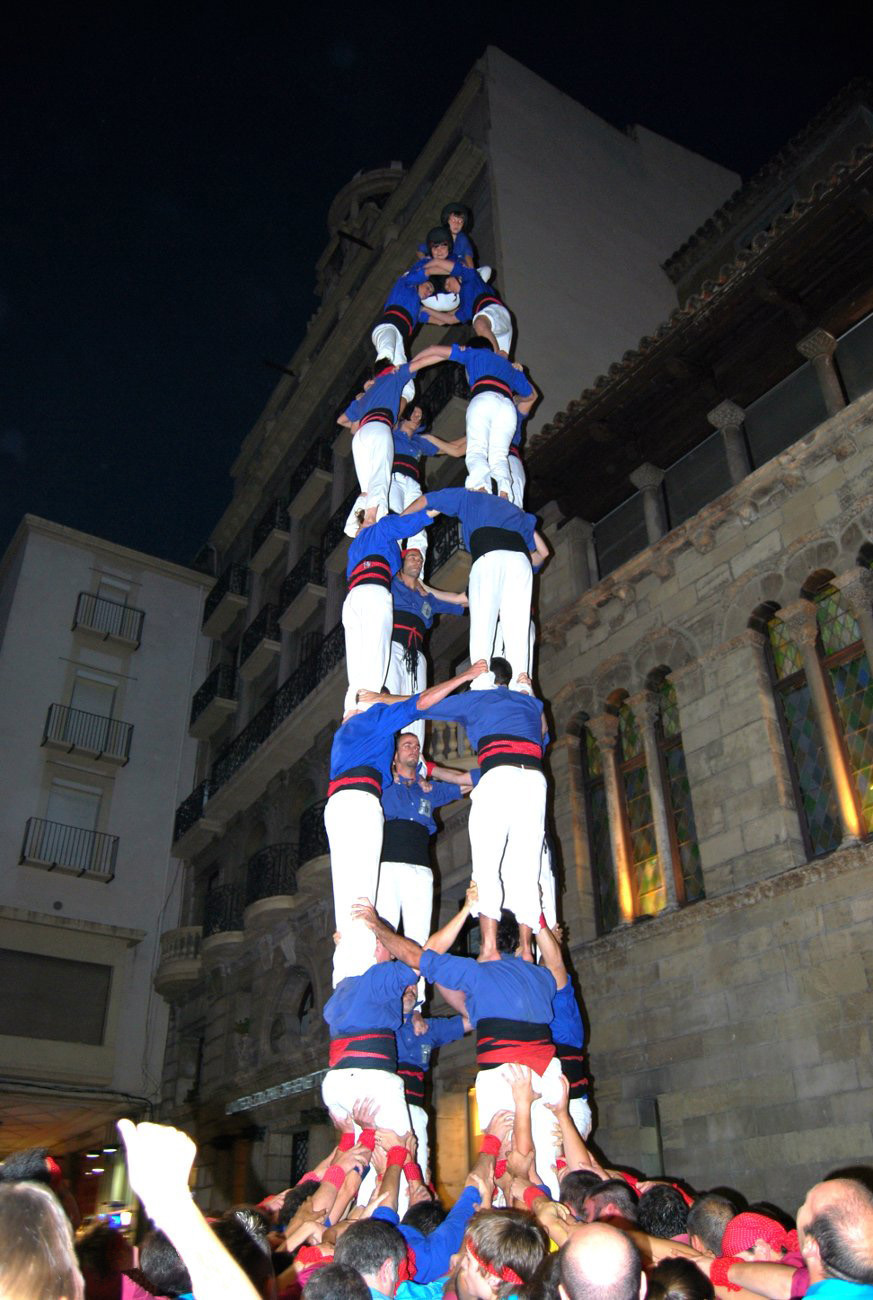
Castellstammen.
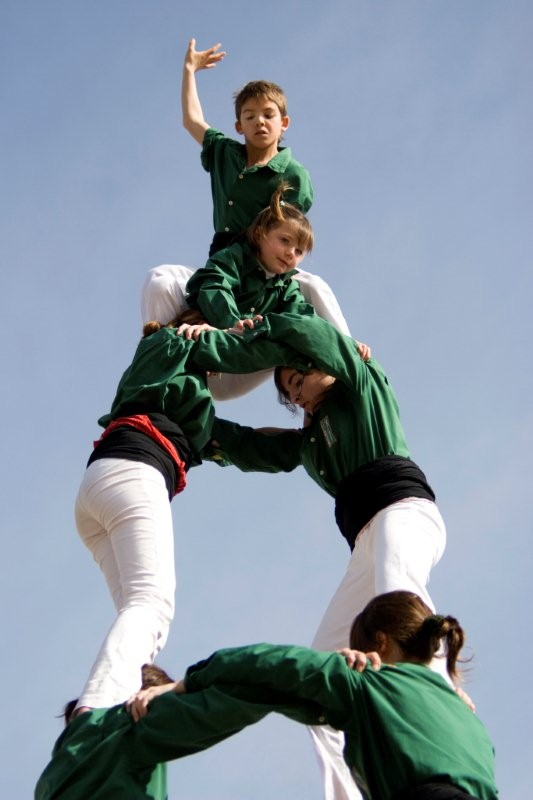
Enxeneta i pom de dalt i ett castell.
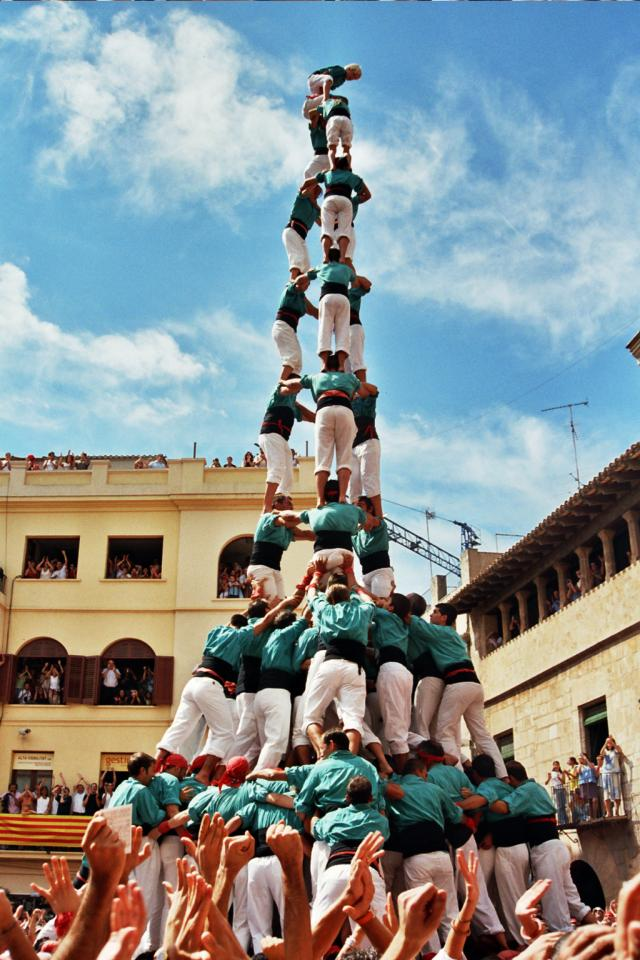
Castell med folre och manilles byggt av castellers från  Vilafranca.

- Els puntals är de castellers som befinner sig över les manilles, på nivå med fyrorna.

För att bygga ett castell, måste els baixos (en för varje ”linje” i castellet) hålla varandra i armarna och man måste säkerställa att castellen är riktigt uppbyggt, contraforterna håller emot bakom, och els agulles går in i cirkeln som els baixos bildar med armarna. Därefter ställer sig els crosses och stöder varje baix vid axlarna, sedan ställer sig les primeres mans bakom contraforterna, les mans laterals vid sidan av les primeres mans och slutligen ställer sig els vents mellan els laterales, för att sedan de olika kedjorna ska träda in i pinyan.
När pinyan är ordnad, ställer sig els segons över dem, var och en över sin ”bas” och tar tag i varandras armar, medan pinyan håller dem stadigt i ben och höfter. När väl man är säker på att castellet står stadigt och säkert, stiger els terços upp, och man gör en sista kontroll av konstruktionen. Trycket på pinyan måste gradvis ökas under det att man lastar på tyngden i tronc. Om castellet ser bra ut ger man order till fjärde våningen att klättra upp och flöjtarna börjar höras.

### Nomenklatur
Benämningen av de olika castellen ger man med två siffror och ordet de emellan (här betecknat med "x"). Den första siffran anger antalet personer ("pelare") som varje våning i stammen består av och den andra siffran det totala antalet våningar inräknat spetsen el pom de dalt. Exempelvis bildas en "4 x 9" (quatre de nou) i sex våningar inklusive basen och fyra personer per våning, plus el pom de dalt som räknas som tre.
För vissa speciella castelltyper finns särskilda namn som carro gros ("4 x 8"), catedral ("5 x 8"), supercatedral ("5 x 9 med folre"), vano de pilars (ungefär "pelarfönster", en central pelare i 5 eller 6 våningar och med två lägre på sidorna) etc.
Det finns också bestämda kombinationer av castell som har särskilda namn:
- "Magisk trippel" (Tripleta mágica) : "3 x 9 med folre", "4 x 9 med folre", "5 x 8"
- "Villafrankisk trippel" (Tripleta vilafranquina): "3 x 9 med folre", "4 x 9 med folre", "4 x 8 med l'agulla"
- "Trippel" eller "Syréntrippel" (Tripleta eller Tripleta lila): "2 x 8", "4 x 8", "2 x 7"
- Klassisk 8: "3 x 8", "4 x 8", "2 x 7"
- Klassisk 7: "3 x 7", "4 x 7", "2 x 6"

Svårigheten i castellet bestäms av höjden och antalet pelare (personer), och de stöd som erfordras. Därför räknas ett castell som svårare ju högre höjd den har, ju mindre stöd (folres och manilles) som används och ju färre pelare (personer) man bygger med.
Trots att man inte bygger castellen i några bestämda tävlingar finns det årliga klassificeringar av lagen (les colles), efter det antal poäng som man ger varje castell vilket bestäms efter castellens svårighetsgrad. Inledningsvis fanns det olika sätt att beräkna poängen, men år 2004 skapades slutligen Taula de Puntuació Castellera Desc.20, som konsensus mellan tävlingsorganisationen för castellen i Tarragona och pressen, så att alla castellbyggare följer en enda rangordningslista per säsong. 2008 togs castellet "3 x 8 med l'agulla" med på listan och för närvarande följer man poänglistan för 2010 (”Taula de Puntuacions Unificada 2010”).

### Slutförandet av castellet
När man börjar resa tornet, kan det sluta på fyra olika sätt, med mer eller mindre grad av perfektion
- Försök (intent): om castellet faller ihop innan den har slutförts, kallar man det för ett försök (un intent).
- Avbrutet försök (intent desmuntat): om la enxaneta, eller castellet, tas ner innan hela tornet är färdigt, och flöjterna redan har hunnit börja spela och man kan montera ner tornet i ordnad form, så kallas det ett avbrutet försök.
- Uppbyggt castell (carregat): om castellet faller ihop när den har byggts upp, anger man det som att det blev uppbyggt.
- Byggt och nedmonterat (descarregat): om la enxaneta klättrar ner sedan hon nått toppen och även resten av de medverkande lyckas montera ned castellet i ordnad form, har castellet såväl byggts upp som nedmonterats.

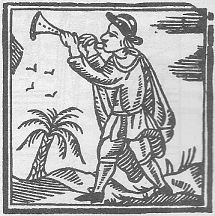
Grallaire.

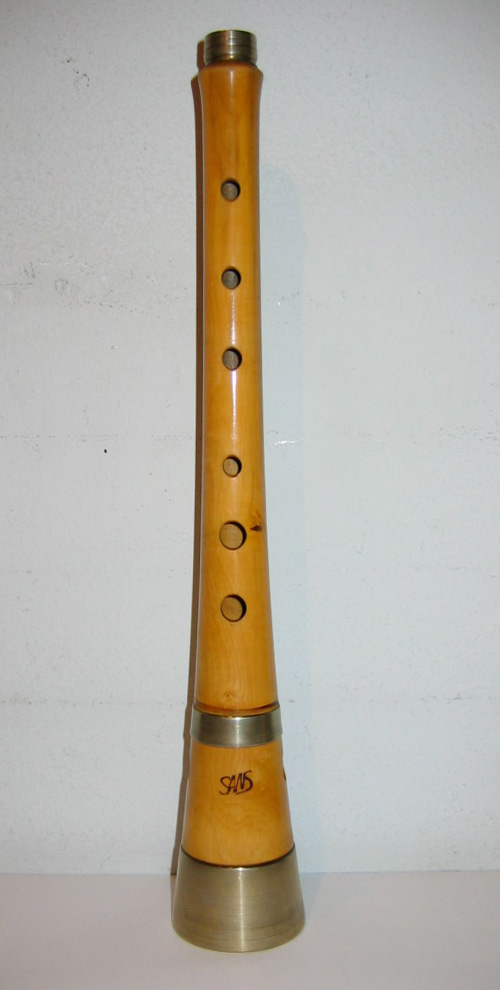
Flöjt av buxbom.

## Castelleramusiken
Under tiden som castellet reses och sedan tas ned igen spelas flöjtmusik som visar utvecklingen av tornet. Musikinstrumenten består av flöjter (chirimia) och timbales. Genom musiken kan de i basen av castellet höra i vilken fas castellets uppbyggnad är.
Musikstycket som spelas under castellbygget heter Toc de Castells och består av olika delar. Man börjar spela beroende på vilket castell man tänker resa på torget. Om det handlar om ett castell av typ 7 börjar man spela när tredje våningen (els terços) börjar klättra upp. Om castellet är av typ 8 börjar man vid uppstigningen för fjärde våningen (els quarts), och då spelas successivt tills la enxaneta har nått toppen på castellet. I nästa fas börjar man spela när la enxaneta klättrar ned, fram till slutet, vilket visar att castellet har monterats ned på ett tillfredsställande sätt.